# Бикерниекский лес

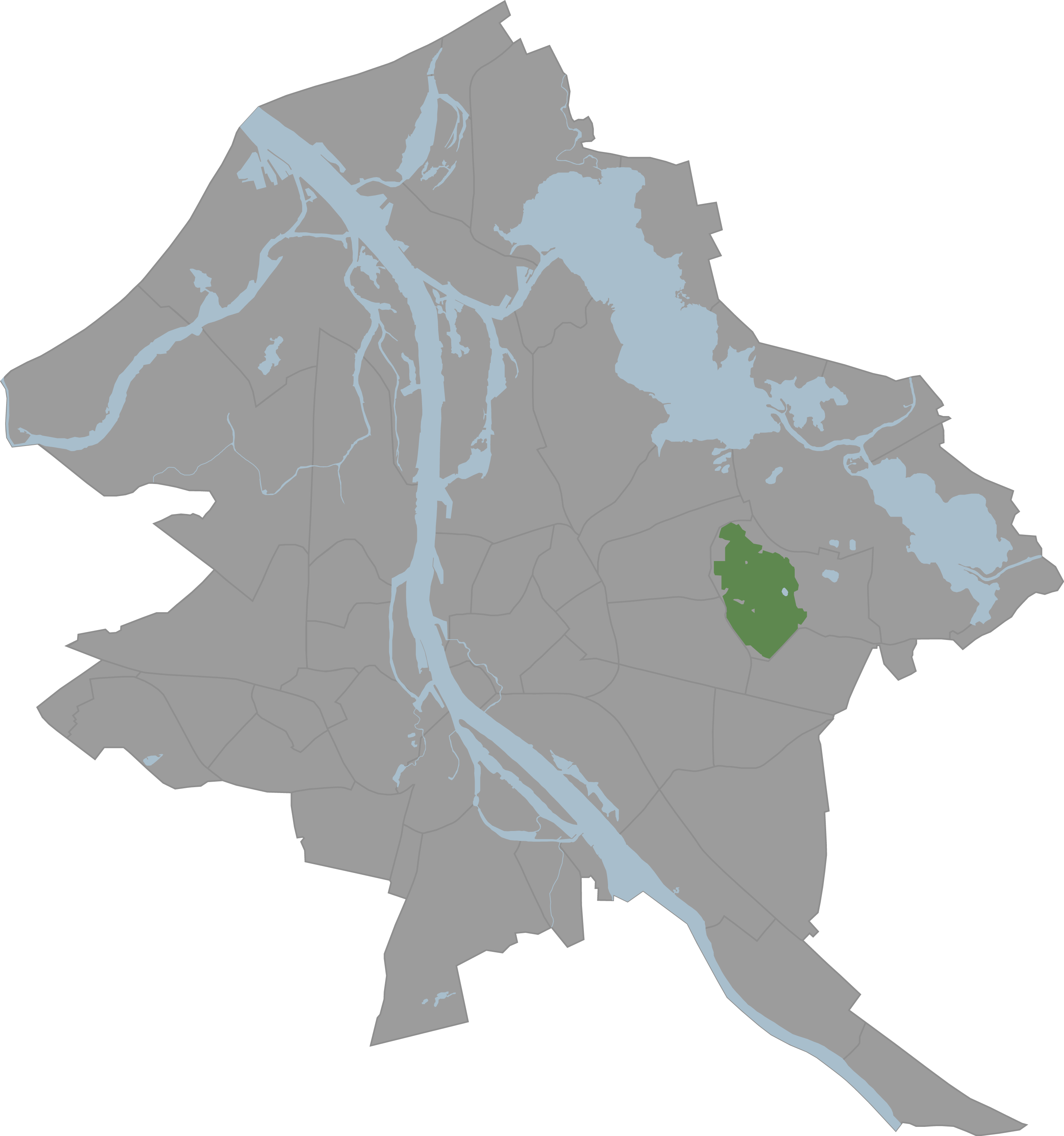
Схема местонахождения леса

Би́керниекский лес (также Би́керниеки, латыш. Biķernieku mežs, Biķernieki) — сосновый лес площадью 642 га, часть Силениекско-Бикерниекского лесного массива. Расположен в Видземском предместье на востоке Риги. Граничит на севере с лесом Шмерли, на западе — с микрорайонами Тейка и Пурвциемс. Через лес проходит улица Бикерниеку.
В восточной части Бикерниекского леса находится озеро Линэзерс (площадь — 2,3 га, средняя глубина — 1,5 м, наибольшая глубина — 2,8 м), жилой массив Межциемс, Бикерниекская комплексная спортивная база с гоночной трассой и Рижский мотормузей.
Во время войны за независимость Латвии в 1919 году большевики использовали Бикерниекский лес для казней политических оппонентов, включая ряд известных священников.
В годы Второй мировой войны, во время нацистской оккупации, Бикерниекский лес стал местом массового уничтожения евреев, советских военнопленных и гражданских лиц из числа политических противников режима. По разным данным там было расстреляно от 35 до 46 тысяч человек.
В 2001 году состоялось открытие мемориального комплекса по проекту архитектора Сергея Рыжа. На месте массовых захоронений были установлены около сорока памятных знаков с символическими эмблемами.